# アサダ二世
アサダ二世（あさだにせい、1948年4月1日 - ）は、落語協会に所属する奇術師。出囃子は『新たぬき』。

## 経歴
- 1949年、劇団『日本童話の会(日童)』に入団[1]。
- 1953年、劇団『東芸』に入団[1]。
- 1964年、北原謙二の専属司会者となる[1]。
- 1966年、アダチ龍光に入門[1]。
- 1977年
  - 日本奇術協会理事に就任[1]。
  - 松竹演芸場などに定期的に出演[1]。
- 1986年、落語協会に入会。寄席に出演[1]。

## 人物
- 三遊亭ふう丈がアサダ二世のモノマネ「アサダ三世」として活動している。